# Teatr im. Stefana Jaracza w Olsztynie

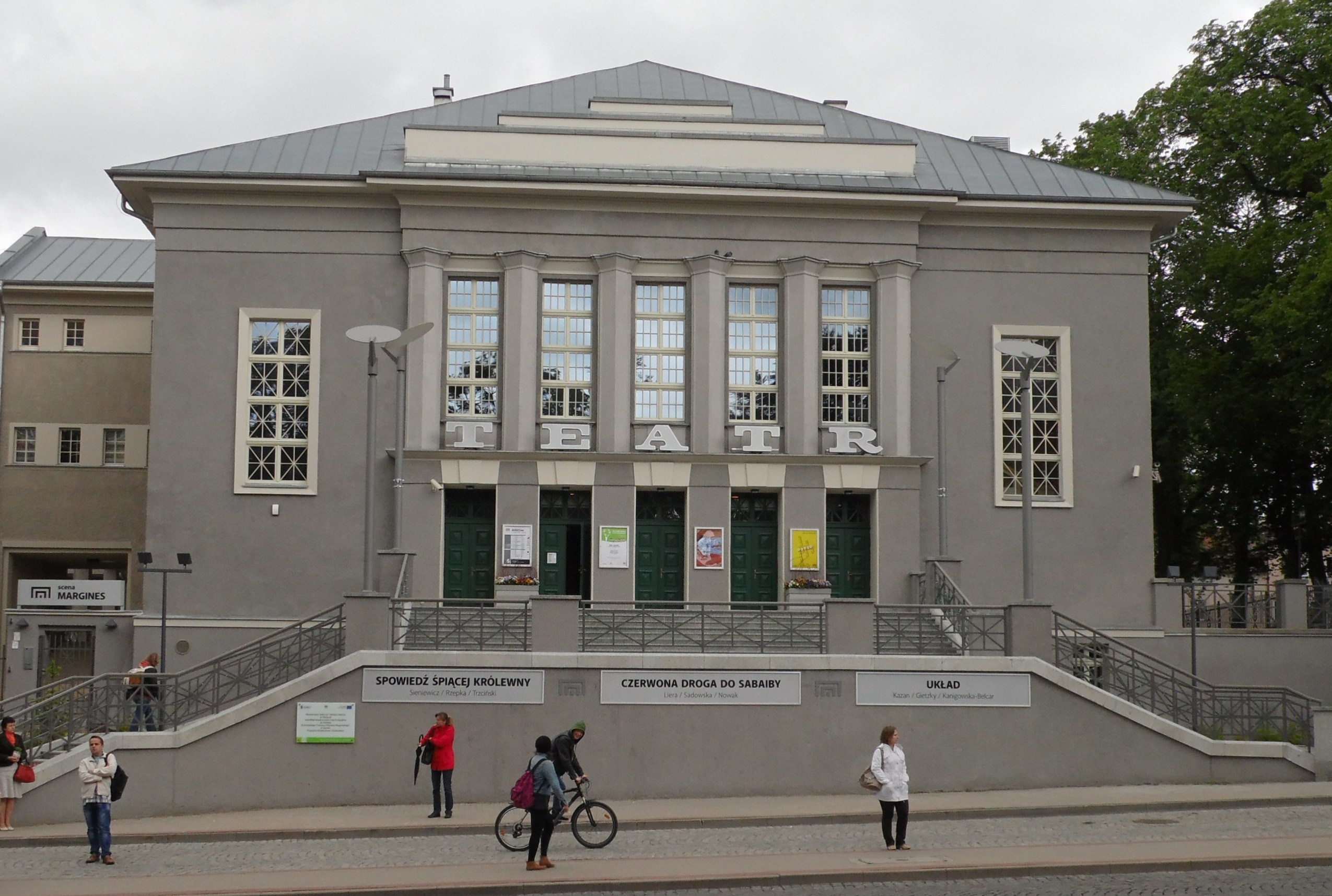
Budynek teatru widziany od ulicy 1 Maja 4

Teatr im. Stefana Jaracza w Olsztynie – samorządowa instytucja kultury województwa warmińsko-mazurskiego z siedzibą w Olsztynie, współprowadzona (od 2006) przez Ministerstwo Kultury i Dziedzictwa Narodowego. Misja i działalność statutowa Teatru wypełniane są na czterech istniejących scenach: Dużej, Kameralnej, Scenie Margines i Scenie u Sewruka – mieszczącej się w budynku prowadzonego przez Teatr Studium Aktorskiego im. Aleksandra Sewruka.
Poza działalnością stricte repertuarową Teatr organizuje w sezonie artystycznym dwa festiwale teatralne: Olsztyńskie Spotkania Teatralne i Międzynarodowy Festiwal Teatralny „Via Carpatia”. Innym elementem strategii programowej Teatru są cykle okołoteatralne, m.in. „Czytania performatywne”, w ramach których przedstawiane są teksty nieznanych szerokiej publiczności twórców oraz utwory autorów Warmii i Mazur.

## Historia
Teatr został założony w 1925 jako niem. Treudank-Theater w podzięce dla ówczesnych mieszkańców za wygrany plebiscyt. Teatr funkcjonował pod tą nazwą do 1945, wystawiane wówczas sztuki grano wyłącznie w języku niemieckim. Architektem teatru był August Feddersen.
Po II wojnie światowej 18 listopada 1945 roku działalność Teatru jako polskiej sceny zainaugurowano premierą spektaklu Moralność pani Dulskiej Gabrieli Zapolskiej, w reżyserii Artura Młodnickiego. Pierwszy zespół artystyczny tworzyli, m.in.: Maria Homerska, Hanna Skarżanka, Eugenia Śnieżko-Szafnaglowa, Karol Adwentowicz, Jan Kurnakowicz, Stanisław Igar, Stanisław Milski, Janusz Strachocki. Jednym z pierwszych kierowników muzycznych był pianista, Mirosław Dąbrowski. Ważną rolę w rozwoju Teatru odegrał dyrektor placówki Aleksander Sewruk. 
W 2006 roku Teatr uzyskał status narodowej instytucji kultury na mocy porozumienia podpisanego przez Ministra Kultury i Marszałka Województwa Warmińsko-Mazurskiego, stając się pierwszą jednostką kulturalną w północno-wschodniej Polsce o takiej randze.

## Sceny
Teatr pracuje na czterech scenach:
- Dużej (436 miejsc)
- Kameralnej (98 miejsc)
- Margines (74 miejsc)
- u Sewruka (30 miejsc)

Duża Scena to miejsce prezentacji klasyki dramaturgii polskiej i światowej, z włączeniem tytułów przeznaczonych dla dzieci i młodzieży. 
Dominantą Sceny Kameralnej jest szeroko pojęta dramaturgia współczesna, obejmująca sztuki dramaturgiczne XX wieku oraz najnowsze, często prapremierowe przedstawienia. Cechę konstytutywną Sceny Margines stanowi sztuka niezależna, poszukująca i eksperymentatorska. Z kolei eksponowanie młodego teatru – studentów szkół aktorskich stawiających pierwsze kroki na scenie pod okiem doświadczonych reżyserów-pedagogów – to istota działalności Sceny u Sewruka.

## Studium Aktorskie
Od 1991 roku przy Teatrze funkcjonuje 3-letnie Policealne Studium Aktorskie o specjalności aktorstwo dramatyczne. W lipcu 1998 roku Studium uzyskało uprawnienia szkoły publicznej oraz prawo wydawania dyplomów państwowych w zawodzie aktora. Do 2016 wystawiono 52 spektakle dyplomowe, a 167 osób spośród absolwentów uzyskało państwowy dyplom aktora dramatu.
Do absolwentów olsztyńskiego Studium Aktorskiego zaliczają się m.in.: Mariusz Drężek (1993), Edyta Łukaszewska (1993), Joanna Litwin (1999), Tomasz Ciachorowski (2008).

## Festiwale
- Olsztyńskie Spotkania Teatralne
- Międzynarodowy Festiwal Teatralny „Demoludy”